# Bachiacca

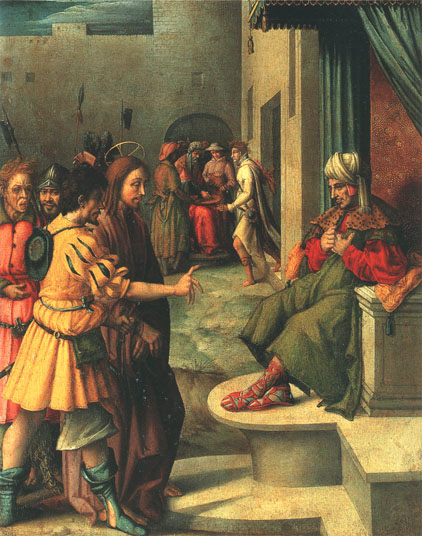
Christus voor Caïfa door Bachiacca, 1539/40, Galleria degli Uffizi, Florence

Bachiacca, ook wel Francesco Ubertini genoemd (Borgo San Lorenzo, 1494 – Florence, 1557) was een Italiaanse kunstschilder. Hij was de zoon van goudsmid Francesco Ubertini Bachiacca. Hij werd voor zijn opleiding in de leer gesteld bij Perugino, en werd sterk beïnvloed door de stijl van zijn meester. Andere kunstenaars die hij als voorbeelden gebruikte waren Albrecht Dürer, Piero di Cosimo en Andrea del Sarto. 
Na een aantal jaren in Rome te hebben gewoond, keerde Bachiacca in 1540 terug naar Florence om aan het hof van Cosimo de' Medici te gaan werken. Voor hem maakte hij tekeningen van de flora en fauna, afbeeldingen voor wandtapijten en decoratieve schilderijen voor het Palazzo Vecchio. 
De stijl van Bachiacca bleef steken bij een mengeling van de stijlen van zijn meester en voorbeelden en had de conservatieve trekken van de late Renaissance met een kleine hang naar de maniëristische stijl. Zijn latere werken laten ongebruikelijke kleurcombinaties zien.
- Bibsys: 90413351
- Bibliothèque nationale de France: cb14965448t (data)
- Stuttgart Database of Scientific Illustrators 1450–1950: 8996
- Gemeinsame Normdatei: 128389222
- International Standard Name Identifier: 0000 0000 6632 7138
- KulturNav: cf939d10-dcb8-44a2-90a7-5897cb927373
- Library of Congress Control Number: nr91030833
- National Gallery of Victoria: 4942
- Nationale Bibliotheek van Israël: 987007434978605171
- Nederlandse Thesaurus van Auteursnamen: 072823380
- RKD-Nederlands Instituut voor Kunstgeschiedenis: 3323
- Istituto Centrale per il Catalogo Unico: LO1V263600
- SNAC: w6w11w1t
- Système universitaire de documentation: 111230187
- Union List of Artist Names: 500021332
- Virtual International Authority File: 44149365942185600975